# Tommy McDonald
Thomas Franklin McDonald (Roy, 26 luglio 1934 – Audubon, 24 settembre 2018) è stato un giocatore di football americano statunitense che ha giocato nel ruolo di wide receiver nella National Football League (NFL). Al college ha giocato a football all’Università dell'Oklahoma. È stato inserito nella Pro Football Hall of Fame nel 1998.

## Carriera professionistica
McDonald fu scelto nel corso del Draft NFL 1957 dai Philadelphia Eagles. Nel corso dei suoi dodici anni di carriera come wide receiver, contribuì alla vittoria degli Eagles del campionato NFL del 1960, fu convocato per sei Pro Bowl, guidò la lega im touchdown su ricezione per due volte (1958, 1960) e una volta in yard ricevute (1960). Giocò anche per Dallas Cowboys, Los Angeles Rams, Atlanta Falcons e Cleveland Browns. McDonald fu ultimo giocatore, ad eccezione dei kicker a non usare la barra protettiva frontale nel casco nella NFL.
McDonald si ritirò dopo la stagione 1968 con 495 ricezioni per 8.410 yard 84 touchdown, quest'ultima cifra all'epoca era la seconda prestazione di tutti i tempi.

## Palmarès

### Franchigia
- Campionati NFL : 1

Philadelphia Eagles: 1960

### Individuale
- Convocazioni al Pro Bowl: 6

1958, 1959, 1960, 1961, 1962, 1965
- Leader della NFL in yard ricevute: 1

1961
- Leader della NFL in touchdown su ricezione: 1

1961
- Maxwell Award (1956)
- Pro Football Hall of Fame (classe del 1998)
- College Football Hall of Fame

## Statistiche
| Yard su ricezione      | 8.410 |
| Touchdown su ricezione | 84    |